# یواوبی-کای هیان
یواوبی-کای هیان (انگلیسی: UOB-Kay Hian) شرکت خدمات مالی سنگاپوری است، که در سال ۱۹۰۰ تأسیس شد.